# 救命艇 (映画)
『救命艇』（きゅうめいてい、Lifeboat）は、アルフレッド・ヒッチコック監督によるサスペンス映画。1943年制作、1944年公開。

## 概要
狭い艇内に集った数名の男女による漂流を描いたジョン・スタインベックの小説を、ジョー・スワーリングが脚色、ヒッチコックが巧みな心理描写をいかして密室サスペンスに仕上げた。
おなじみのヒッチコックのカメオ出演は、限定された空間が舞台とあって難航した（水死体の役も考えたという）が結局、新聞の「やせ薬」広告モデルとして登場した。
1993年には、舞台を宇宙に置き換えてリメイクした "Lifepod" （日本では劇場未公開、ビデオタイトル『ライフポッド〜救命艇』）が制作されている。

## あらすじ
第二次世界大戦下、イギリスに向かう途中であった客船がドイツ軍のUボートの攻撃を受け沈没してしまう。辛くも撃沈された船から逃れた男女数名は、1隻の救命艇に乗り合わせる。攻撃したUボートも連合国軍の攻撃で撃沈されるが、奇しくもその乗組員が新たな避難者として救命艇に加わる。

## スタッフ
- 監督：アルフレッド・ヒッチコック
- 製作：ケネス・マッゴーワン
- 原作：ジョン・スタインベック
- 脚本：ジョー・スワーリング
- 撮影：グレン・マックウィリアムズ

## キャスト
| 役名         | 俳優                       | 日本語吹替 | 日本語吹替 | 日本語吹替 |
| 役名         | 俳優                       | テレビ版   | PDDVD版    |            |
| ------------ | -------------------------- | ---------- | ---------- | ---------- |
| コニー       | タルーラ・バンクヘッド     | 寺島信子   | 宮寺智子   |            |
| ガス         | ウィリアム・ベンディックス | 西桂太     | 駒谷昌男   |            |
| ウィリー     | ウォルター・スレザック     | 相模太郎   | 丸山壮史   |            |
| アリス       | メアリー・アンダーソン     | 沢田敏子   | 恒松あゆみ |            |
| コバック     | ジョン・ホディアク         | 羽佐間道夫 | 青山穣     |            |
| リット       | ヘンリー・ハル             | 千葉順二   | 小島敏彦   |            |
| スタンリー   | ヒューム・クローニン       | 石森達幸   | 宮島史年   |            |
| ヒギンス夫人 | ヘザー・エンジェル         |            |            |            |
| ジョー       | カナダ・リー               |            |            |            |

- テレビ版：20世紀フォックスから発売の正規版DVDに収録

翻訳：飯嶋永昭
- PDDVD版（発売元：ミック・エンターテイメント）

演出：大前剛　翻訳：峯間貴子　制作：ミック・エンターテイメント